# Lars Hertervig

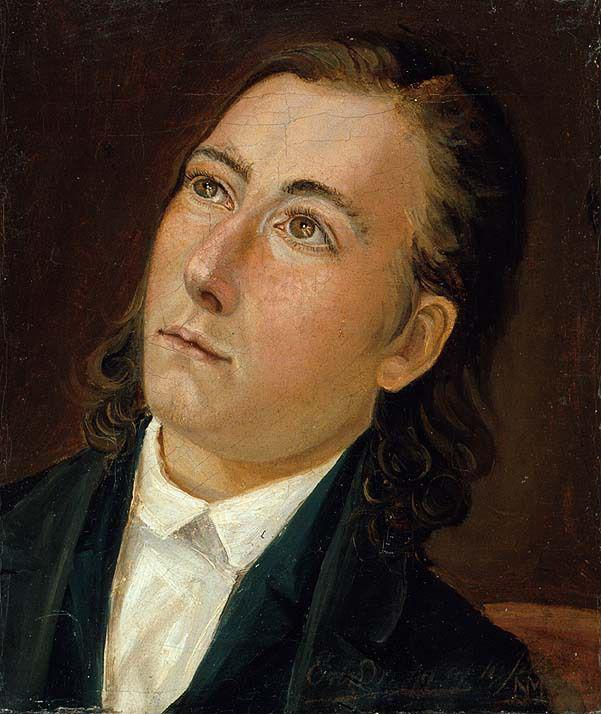
Porträt Lars Hertervigs von Niels Bjørnsen Møller, 1851

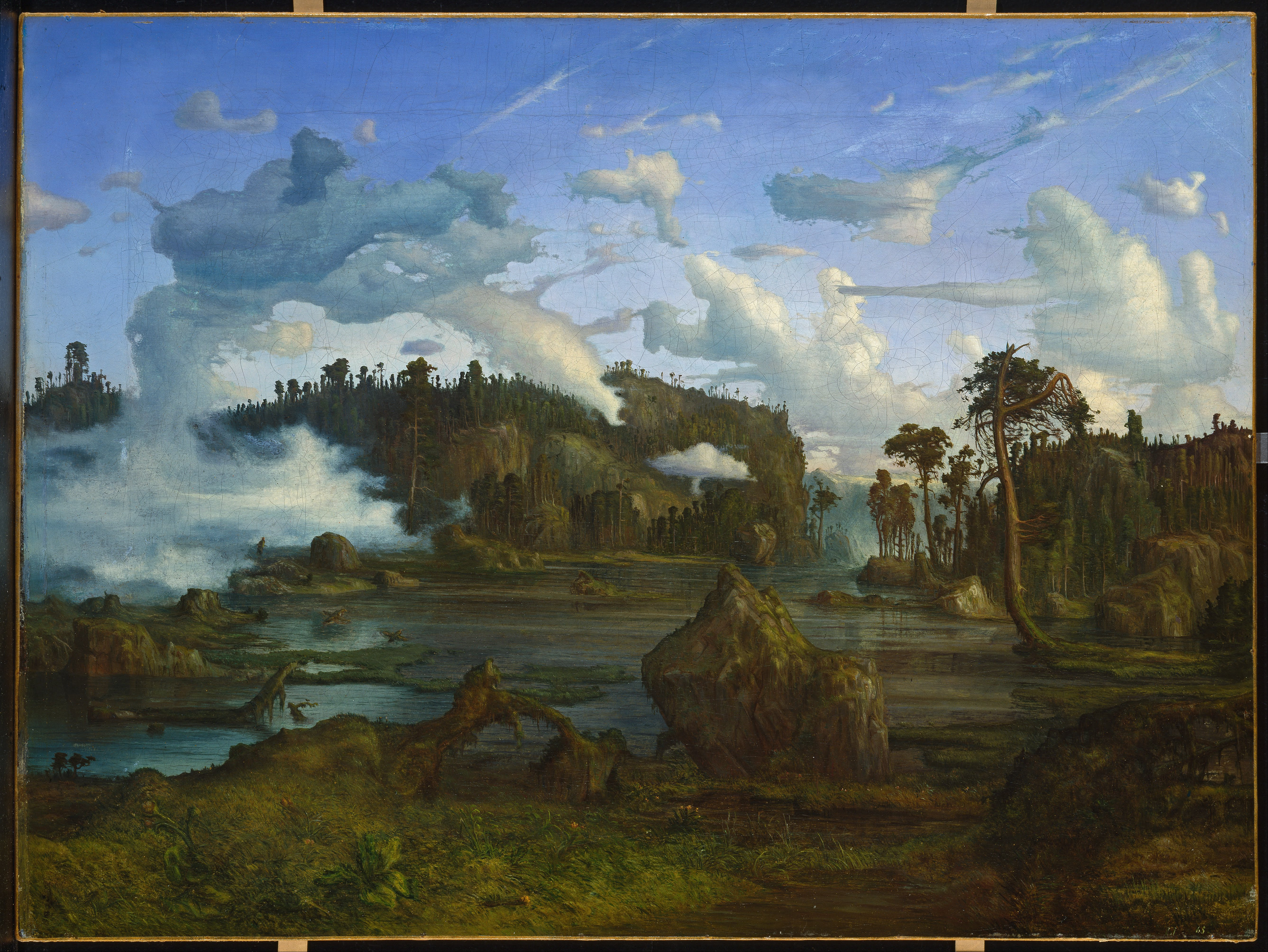
Waldsee, 1865

Lars Hertervig (* 16. Februar 1830 auf Borgøy bei Tysvær; † 6. Januar 1902 in Stavanger) war ein norwegischer Maler.
Hertervig gilt als einer der berühmtesten Landschaftsmaler seines Landes und als Meister der „nordischen Naturromantik“. Er war Sohn armer Leute und eines als „Außenseiter“ verschrienen Quäkers. 1902 starb er im Elend.
Dieser Maler gehört zu den bekanntesten und sonderbarsten Künstlern Norwegens. Während seiner letzten 30 Lebensjahre malte er ausschließlich auf Papiere unterschiedlicher Herkunft: auf Packpapiere, Zeitungen, Tabakpapiere und Tapete. Die große Armut, in der er lebte, hatte ihn zunächst zu dieser Materialwahl veranlasst. Daraus entwickelte er originelle und schöne Arbeiten, die formal weit von den Idealen der Spätromantik seiner Zeit abweichen.
1852 bis 1853 nahm Hertervig in Düsseldorf Privatunterricht beim Landschaftsmaler Hans Fredrik Gude und von 1853 bis 1854 bei Erik Bodom. Die Baum- und Waldmotive Hertervigs entstanden unter dem Einfluss von August Cappelen. Alle waren berühmte Vertreter der Düsseldorfer Malerschule. In Düsseldorf fiel Hertervig später in andauernde geistige Verwirrung. Ab 1856 verbrachte er einige Jahre im Krankenhaus von Gaustad (Oslo), einer psychiatrischen Klinik. Der Schriftsteller Jon Fosse rezipierte ihn als Hauptfigur in seinem zweibändigen Roman Melancholie.
2002 erschien ein umfangreicher Bildband zum Schaffen Lars Hertervigs. Der Band enthält Gedichte von Helge Torvund, die von den Gemälden Hertervigs inspiriert sind und 2007 von Ragnar Bjerkreim vertont wurden.